# فانيسا غوزمان
فانيسا غوزمان (بالإسبانية: Vanessa Guzmán)‏ هي إذاعية وعارضة وممثلة مكسيكية، ولدت في 19 أكتوبر 1976 في مدينة مكسيكو في المكسيك.

## وصلات خارجية
- فانيسا غوزمان على موقع IMDb (الإنجليزية)
- فانيسا غوزمان على موقع قاعدة بيانات الفيلم (الإنجليزية)